# Jordvarg
Jordvarg (Proteles cristata, Sparrman 1783), den enda arten i släktet Proteles. Släktet räknas vanligen som del av familjen hyenor (Hyaenidae), men förs ibland till en egen familj jordvargar (Protelidae). Den kallas även jordhyena. Jordvargen tillhör trots namnet underordningen kattartade rovdjur till skillnad från vargen som är ett hundliknande rovdjur.

## Utseende
Jordvargen liknar en liten, spenslig hyena. Kroppslängden är mellan 85 och 105 cm, svanslängden 20-30 cm och boghöjden 45 till 50 cm. Vikten varierar mellan 8 och 14 kg. Den har en halvlång, grov, ljust grågul till gulbrun päls med mörkare, vertikala strimmor. Nacke och buk är vanligtvis ljusgrå. Även benen är strimmiga. Tänderna är små och svaga. Den smala nosen, fötterna och svansspetsen är svarta. Rygghåren kan resas i en kam när djuret är oroat.

## Vanor
Jordvargen är aktiv i skymningen och under natten. I ostörda områden kan den dock visa sig även på dagen. Lever ensam eller i familjegrupper (ibland enbart hona och hane). Utnyttjar ofta bohål grävda av andra arter, men kan själv gräva ut ett gryt. Spillningen deponeras i särskilda latriner utanför grytet.
Jordvargen markerar revir genom att avsätta sekret från analkörtlarna på grästuvor inom reviret, som upptar en yta av mellan 1 och 4 km2. Båda könen markerar revir, även om hanen gör det oftare.
Den finns i varierande biotoper, från torra stäpper till fuktigare, buskbeväxta savanner. Undviker dock skogar.
Lever framför allt på termiter, som den fångar med sin breda, klibbiga tunga men tar även andra insekter.

## Fortplantning
Jordvargen parar sig i regel under slutet av juni till början av juli. Efter cirka 90 dagars dräktighet föder honan 2-4 ungar, som är avvanda vid 4 månaders ålder och blir självständiga när de är omkring 1 år. Båda föräldrarna tar hand om ungarna.

## Utbredning
Finns i två områden; dels i Östafrika längs Röda havets kust uppemot sydligaste Egypten, dels i södra Afrika med nordgräns i sydvästra Angola och södra Zambia. Den är inte vanlig, men betraktas ej som hotad. Viss förföljelse sker dock av farmare, som felaktigt misstänker den för att ta småkreatur, kycklingar och ägg.